# Kazuya Kamenashi
Kazuya Kamenashi  (亀梨 和也?, Kamenashi Kazuya), anche conosciuto come Kame (カメ? "lett. "tartaruga") e K2, (Edogawa, 23 febbraio 1986) è un cantante, attore e ballerino giapponese.
Idol, ballerino e cantautore, attore, personaggio televisivo, produttore, conduttore radiofonico ed occasionalmente modello, nonché sportivo; la sua attività è multiforme e senza sosta.

## Primi anni
Nato e cresciuto a Edogawa, nella prefettura di Tokyo, è il terzo di quattro fratelli (due più grandi, Yuichirō e Kōji, e uno più piccolo di nome Yūya). Sua madre desiderava che nel suo nome fosse presente l'ideogramma 和 di 平和 (heiwa) "pace". Il suo nome deriva inoltre da quello di uno dei personaggi del popolare manga scritto dal famoso Mitsuru Adachi intitolato Touch (in Italia conosciuto nel suo adattamento animato dal titolo Prendi il mondo e vai), e come il suo protagonista è un fan appassionato di baseball: una volta ha rappresentato anche il suo paese al campionato juniores col ruolo di interbase, ma ha dovuto lasciare presto l'idea di divenir giocatore professionista a causa della mancanza di tempo libero dopo il suo ingresso nel mondo dello spettacolo.
È stato scoperto all'età di 12 anni a seguito della sua partecipazione ad un'audizione organizzata dall'agenzia di talenti giapponese Johnny & Associates, spinto dalla famiglia che aveva inviato una richiesta a suo nome. È voce e co-leader del popolare gruppo J-pop KAT-TUN a partire dalla sua costituzione nel 2001; è inoltre conduttore radiofonico in un suo programma e cronista sportivo.
Originariamente il gruppo era stato pensato come formato esclusivamente da "ballerini", ma la loro popolarità del tutto improvvisa ed inaspettata ha portato l'agenzia di talenti che li rappresentava a permetter loro d'espandersi anche fuori dall'ambito ristretto del ballo, fino a diventar una vera e propria boy band pop. Non è stato loro comunque permesso di far il debutto ufficiale nel mondo della musica leggera prima del 2006: da allora, rimanendo sempre all'interno del gruppo, Kazuya ha conseguito tutta una serie di successi con ben sei album e ventuno singoli realizzati che hanno raggiunto tutti immancabilmente uno dopo l'altro la vetta della classifica Oricon.

## Carriera discografica e successo commerciale coi KAT-TUN
Sebbene non sia un paroliere assiduo ha scritto diverse canzoni, spesso sotto lo pseudonimo di K2 (firma scherzosa data dalle 2 Kappa iniziali del suo nome e cognome), tra cui "Special Happiness", poi cantata in duetto col compagno di band Junnosuke Taguchi.
Ha scritto ed eseguito in seguito anche un brano dal titolo Kizuna (traccia inserita poi nel CD dedicato al duetto temporaneo Shūji to Akira assieme a Yamapi a seguito del successo conseguito col dorama di stampo scolastico Nobuta o produce) per la 2ª stagione di Gokusen (Gokusen 2) a cui ha partecipato nel 2005; è apparso in seguito regolarmente come uno dei personaggi principali in vari dorama a partire da quell'anno.
Nel 2005 è, come detto, co-protagonista in Nobuta o produce assieme a Tomohisa Yamashita; la sigla finale della serie televisiva, intitolata Seishun Amigo, è stata pubblicata come singolo sotto il titolo di "Shuji e Akira" (i nomi dei loro rispettivi personaggi): questo brano, (per l'occasione cantato dai due interpreti uniti in duo provvisorio,) ha avuto un enorme successo fino a diventar il disco più venduto di quell'anno in Giappone.
Il gran numero di fan che ha presto iniziato a seguirli ha reso in breve i KAT-TUN uno dei gruppi J-Pop più idolatrati dal pubblico, femminile ma non solo. All'inizio Kamenashi è stato la K dei KAT-TUN, per venir successivamente soprannominato il "KA" quando Jin Akanishi (che ne rappresentava la lettera A) ha rotto il loro rapporto nel 2010 per intraprendere la carriera solista. Kazuya è uno dei membri più popolari del gruppo e, anche se il più giovane dei sei, è stato subito considerato come il portavoce ufficiale della band, a causa della sua abilità nel parlare in pubblico e della naturale simpatia che ispira.
Fin dal principio della loro carriera Kazuya e Jin Akanishi son stati denominati "Akakame" o "Akame" (dalle iniziali dei rispettivi cognomi); il termine è ancora molto popolare tra i fan anche dopo l'abbandono del gruppo da parte di Jin: ma da quel momento i due non sono più stati visti assieme in pubblico. La coppia in quegli anni aveva fatto vari servizi fotografici, anche di genere yaoi, per il magazine femminile AnAn e ancora facilmente reperibili in rete per l'appunto sotto la dicitura AKame.
Nel 2017 lo ritroviamo nuovamente insieme a Yamapi, nella unit temporanea chiamata "Kame to Yamapi" per l'uscita del singolo Senaka Goshi no Chance, canzone del dorama “Boku, Unmei no Hito Desu”. Nell'estate gira il Giappone per il suo primo tour da solista, chiamato KAT-TUN KAZUYA KAMENASHI CONCERT TOUR 2017 The 一 〜Follow me〜
Nel 2019 arriva l'attesissimo debutto da solista con il singolo "Rain", posizionatosi in cima alla classifica settimanale Oricon.

### Discografia
- 2005: Seishun Amigo
- 2006-2019: Discografia dei KAT-TUN
- 2013: Sayonara Arigato con Koji Tamaki sotto il nome di "Hottake Band".
- 2017: Senaka Goshi no Chance con Yamapi sotto il nome di "Kame to Yamapi"
- 2019: Rain singolo da solista

#### Canzoni soliste
| Anno        | Titolo                            | Note                                                                       |
| ----------- | --------------------------------- | -------------------------------------------------------------------------- |
| 2002        | Hanasanaide Ai (離さないで愛?)    | Nel DVD Kyakusama wa Kamisama                                              |
| 2005        | Kizuna (絆?)                      | Nel mini-album "Shūji to Akira"                                            |
| 2006        | 00'00'16                          | Nel DVD Real Face Concert                                                  |
| 2006        | Special Happiness                 | Duetto col membro dei KAT-TUN Junnosuke Taguchi. Nel DVD Real Face Concert |
| 2007        | Someday for Somebody              | Presentato nell'album Cartoon KAT-TUN                                      |
| 2008        | w/o notice??                      | Nel mini-album "Don't U Ever Stop"                                         |
| 2009        | 1582                              | Nell'album Break the Records: By You & for You e nel DVD Break the Record  |
| 2010        | Aishiteiru Kara (愛しているから?) | Nel mini-album "Love Yourself (Kimi ga kirai na kimi ga suki)"             |
| 2010        | Sweet                             | Nell'album No More Pain                                                    |
| 2010        | Plastic Tears                     | Eseguita durante il programma Shonen Club                                  |
| 2010 - 2012 | Into Mine                         | Eseguita durante lo stage del musical Dream Boys                           |
| 2011        | Lost My Way                       | Eseguita durante lo stage del musical Dream Boys                           |
| 2012        | Zutto (ずっと?)                   | Nell'album Chain                                                           |
| 2012        | Bad dream                         | Eseguita durante lo stage del musical Dream Boys                           |
| 2014        | Emerald                           | Nell'album come Here                                                       |
| 2015        | Arigatou (ありがとう)             | Duetto con Tatsuya Ueda nel singolo KISS KISS KISS                         |
| 2015        | Hanasanaide Ai (離さないで愛)     | Nel singolo Dead or Alive                                                  |
| 2016        | Vanilla Kiss                      | Eseguita per la pubblicità dei gioielli "Bijoude"                          |
| 2017        | Follow Me                         | Nel singolo Senaka Goshi no Chance                                         |
| 2019        | Rain                              | Nel singolo Rain                                                           |

## Carriera da attore
Kazuya ha fatto il suo debutto come sostituto nel mese di ottobre del 1999 nella 5ª stagione di San nen B-gumi Kinpachi-sensei nella parte di Akihiko Fugakawa; la serie si è conclusa nel marzo 2000: in seguito ha ripreso lo stesso ruolo nell'episodio speciale d'epilogo che andò in onda l'anno dopo. Nel frattempo aveva anche iniziato ad apparire sul palco con ruoli di supporto in vari musical tra cui il più famoso è Dream Boys: alla fine del 2004 assumerà il ruolo di protagonista proprio in Dream Boys, suonando anche nelle stagioni successive del musical (dal 2006 fino al 2012 ininterrottamente).
Nel frattempo viene restituito al piccolo schermo come attore nel 2005, quando recita al fianco di Yukie Nakama e al collega Jin Akanishi in Gokusen 2 assumendo il ruolo di Ryō Odagiri, un inquieto e tormentato studente di liceo: per questa interpretazione avrà la sua prima nomination e conseguente vittoria come miglior attore non protagonista alla 44ª edizione dell'Academy Awards per la Televisione. Il dorama è rimasto inoltre famoso tra gli spettatori per l'altissima audience avuta, oltre che per i numerosi premi ricevuti.
È stato poi anche co-protagonista con Juri Ueno lo stesso anno nella serie televisiva Kindaichi shōnen no jikenbo, prendendo in consegna la parte che era stata fino ad allora di Jun Matsumoto. Nell'autunno di quello stesso 2005 ricopre il suo primo ruolo principale fino ad allora (ed è quello con cui si afferma definitivamente) come co-protagonista assieme a Tomohisa Yamashita nel pluripremiato Nobuta wo Produce.
Nel 2006 ha partecipato come personaggio principale al dorama Sapuri assieme all'attrice Misaki Itō (fa la parte di un ragazzo innamorato di una donna più grande) ed è stato il protagonista del film per la TV in due parti Yuuki, basato sulla storia vera d'un ragazzo morto appena ventitreenne dopo la diagnosi ricevuta di malattia incurabile, iniziata col crollo parziale delle ossa del cranio: anche questo "tanpatsu" (un dorama ad episodio unico) è stato molto apprezzato, ottenendo un ottimo risultato di pubblico. Ha inoltre recitato, sempre lo stesso anno a fianco di Haruka Ayase e del compagno di band Kōki Tanaka nel dorama romanzesco di genere romantico Tatta hitotsu no koi.
È poi stato presente come ospite nel 2007 nel 9º episodio della serie comica Tokku tanaka, prima d'assumere nel 2008 il ruolo principale nell'adattamento live action del manga di Rumiko Takahashi One Pound Gospel (intitolato 1 pound no fukuin).
Nel 2009, sempre come protagonista, reciterà nella trasposizione live action del manga Kami no Shizuku; ha fatto poi una comparsata come medico nel 3º episodio della serie drammatica Mr. Brain, affiancando Takuya Kimura. Quello stesso anno ha fatto il suo debutto cinematografico riprendendo il ruolo di Ryū Odagiri, divenuto ora insegnante tirocinante in Gokusen - Il film: la pellicola è rimasta nella top ten della classifica dei più visti per sei settimane consecutive guadagnando immediatamente il primo posto d'incassi ai botteghini.
Nel 2010 ha il ruolo principale di Kyōhei Takano nell'adattamento live action del manga ed anime di successo Yamato Nadeshiko shichi henge andato in onda sul canale nazionale Nippon Television; sarà quindi per questa interpretazione finalmente premiato come miglior attore assieme alla co-protagonista Aya Ōmasa.
Nel 2011 partecipa al dorama d'avventura soprannaturale Yokai Ningen Bem (serie televisiva), ispirato all'anime omonimo conosciuto in Italia come Bem il mostro umano, prendendo il ruolo di Bem e vincendo il premio come miglior attore protagonista alla 71ª edizione della "Drama Academy Awards".. Il successo della serie televisiva ha fatto sì che se ne producesse una pellicola cinematografica conclusiva l'anno successivo con gli stessi protagonisti, presentato in anteprima nel dicembre 2012, con incassi da record.
Nella primavera del 2012 è stato infine impegnato sul set del film Ore ore che si basa sul romanzo di Tomoyuki Hoshino, in cui interpreta tutto da solo 33 ruoli differenti. Il film, diretto dal regista Satoshi Miki, è stato presentato in anteprima mondiale al festival di Udine del cinema orientale (il Far East Film Festival) nell'aprile 2013, con la presenza straordinaria dello stesso Kazuya che ha vinto il premio del pubblico.
Nel 2014 ha fatto parte del cast del film Vancouver no Asahi interpretando Roy. Il film è basato sulla storia vera della squadra di baseball giapponese-canadese di Vancouver Asahi che ebbe molto successo negli anni '30 ma dopo l'inizio della Seconda Guerra Mondiale la squadra è stata sciolta ed i giocatori sono stati inviati in vari campi di internamento.
Nel 2015 è stato protagonista del film d’azione Joker Game basato sull’omonimo romanzo di Koji Yanagi.
Nello stesso anno ha interpretato anche il ruolo di ballerino contemporaneo, nel dorama Second Love, con la collega Kyoko Fukada anche lei nel cast di Joker Game.
Nel 2016 è stato scelto per il dorama Kaitō Yamaneko per il ruolo di Yamaneko.
Nel 2017 lo ritroviamo nuovamente al fianco di Tomohisa Yamashita nel dorama Boku, Unmei no Hito Desu. Sempre nel 2017 ha interpretato il poliziotto Kota Sagano, nella trasposizione live action del manga P to JK in Italia conosciuto come P&ME - Policeman and Me. In seguito ha preso parte al film Utsukushii Hoshi (A Beautiful Star basato sul romanzo di Yukio Mishima) nei panni di Kazuo. Il 26 Agosto durante l’evento 24hr Television è andato in onda uno special dorama intitolato Jidai o Tsukutta Otoko Aku Yu Monogatari dove veniva raccontata la vita del famoso poeta e romanziere Yū Aku, interpretato dallo stesso Kazuya.
Nel 2018 è stato protagonista del dorama FINAL CUT dove si è cimentato in un personaggio in cerca di vendetta. È stato poi il personaggio principale del TV movie: Tegami: Keigo Higashino tratto dall'opera Tegami di Keigo Higashino.
Recentemente ha recitato nel dorama poliziesco Strawberry Night Saga tratto dalla raccolta di libri Himekawa Reiko Series.

### Filmografia

#### Cinema
| Anno | Titolo                     | Ruolo          |
| ---- | -------------------------- | -------------- |
| 2007 | Yuuki                      | Yuuki          |
| 2009 | Gokusen - Il film          | Ryū Odagiri    |
| 2012 | Yokai Ningen Bem - Il film | Bem            |
| 2013 | Ore Ore                    | Hitoshi Nagano |
| 2014 | Vancouver no Asahi         | Roy Naganishi  |
| 2015 | Joker Game                 | Jiro Kato      |
| 2017 | P to JK                    | Kota Sagano    |
| 2017 | Utsukushii Hoshi           | Kazuo Ōsugi    |
| 2020 | Stigmatized Properties     | Yamame Yamano  |
| 2023 | Lumberjack the Monster     | Akira Ninomiya |

#### Televisione
| Anno | CanaleTv | Titolo                                                                | Ruolo                                  |
| ---- | -------- | --------------------------------------------------------------------- | -------------------------------------- |
| 1999 | TBS      | San nen B-gumi Kinpachi-sensei 5                                      | Akihiko Fukagawa                       |
| 2005 | NTV      | Gokusen 2                                                             | Ryū Odagiri, co-protagonista.          |
| 2005 | NTV      | Kindaichi shōnen no jikenbo                                           | Hajime Kindaichi                       |
| 2005 | NTV      | Nobuta o produce                                                      | Shūji Kiritani, co-protagonista.       |
| 2006 | Fuji TV  | Sapuri                                                                | Yūya Ishida, co-protagonista.          |
| 2006 | NTV      | Yuuki                                                                 | Yūki Sanda, protagonista.              |
| 2006 | NTV      | Kuitan - Special                                                      | Cameo                                  |
| 2006 | NTV      | Tatta hitotsu no koi                                                  | Hiroto Kanzaki, co-protagonista.       |
| 2007 | TBS      | Tokkyu Tanaka San Go Archiviato il 22 marzo 2008 in Internet Archive. | Toru Shibahara (Opite; Episodio 9)     |
| 2008 | NTV      | One Pound Gospel                                                      | Kōsaku Hatanaka, protagonista.         |
| 2009 | NTV      | Kami no shizuku                                                       | Shizuku Kanzaki, protagonista.         |
| 2009 | TBS      | Mr. Brain                                                             | Dr. Masakazu Wakui (star ospite-epi 3) |
| 2010 | TBS      | Yamato Nadeshiko shichi henge (serie televisiva)                      | Kyohei Takano, protagonista.           |
| 2011 | TBS      | San nen B-gumi Kinpachi-sensei FINAL                                  | Akihiko Fukagawa (star ospite)         |
| 2011 | NTV      | Yokai Ningen Bem (serie televisiva)                                   | Bem, protagonista.                     |
| 2012 | TBS      | Dragon Seinendan                                                      | (star ospite-epi 9)                    |
| 2013 | NTV      | Tokyo Bandwagon~Shitamachi daikazoku Monogatari                       | Ao Hotta, protagonista.                |
| 2015 | TV Asahi | Second Love                                                           | Kei Taira, protagonista.               |
| 2016 | NTV      | Kaitō Yamaneko                                                        | Yamaneko, protagonista.                |
| 2017 | NTV      | Boku, Unmei no Hito desu                                              | Makoto Masaki, protagonista.           |
| 2018 | Fuji TV  | Final Cut                                                             | Keisuke Nakamura, protagonista.        |
| 2019 | Fuji TV  | Strawberry Night Saga                                                 | Kazuo Kikuta, co-protagonista.         |

## Altri suoi impegni
È stato capitano juniores per 4 anni consecutivi della squadra di baseball nazionale, dal 1999 al 2004.
Assieme ai suoi compagni di band ha iniziato dal 2008 a fare il conduttore radiofonico, apparendo inoltre poi come ospite in vari programmi radio. Da diversi anni ha un suo show personale Hang Out che va in onda ogni sabato mattina.
Nel 2008 ha sfilato per la collezione autunno-inverno della casa di moda Hermès a Tokyo.
Dal 2010 è conduttore e reporter sportivo per la trasmissione "Going! Sports&News"  e commentatore dei Dramatic Game.
Nell 2010 ha vinto l'annuale premio Best Jeanist nella categoria maschile per la 5ª volta consecutiva (record mai raggiunto prima da nessun altro).
Ha fatto diversi spot televisivi per pubblicizzare prodotti di Nintendo, Kadokawa Shoten, NTT docomo, Panasonic e Suzuki tra gli altri.

### Riconoscimenti
| Anno | Premio |
| ---- | --- |
| 2005 | - 44º Television Drama Academy Awards: Miglior attore non protagonista per "Gokusen 2" - 8º Nikkan Sports Miglior attore non protagonista per "Gokusen 2" |
| 2006 | - 47º Television Drama Academy Awards: Miglior attore protagonista per "Nobuta wo Produce" - Japan Gold Disc Awards: Canzone dell'anno - "Seishun Amigo" - 23º Best Jeans Award: Best Male Jeanist                                                                                             |
| 2007 | - 24º Best Jeans Award: Best Male Jeanist |
| 2008 | - 25º Best Jeans Award: Best Male Jeanist |
| 2009 | - 26º Best Jeans Award: Best Male Jeanist |
| 2010 | - 13º Nikkan Sports Drama Grand Prix: Miglior attore protagonista per "Yamato Nadeshiko Shichi Henge" - 27º Best Jeans Award: Best Male Jeanist |
| 2011 | - 15º Nikkan Sports Drama Grand Prix (Autunno 2011): Miglior attore protagonista per Yokai Ningen Bem - 15º Nikkan Sports Drama Grand Prix (Annuale): Miglior attore protagonista per Yokai Ningen Bem - 71º Television Drama Academy Awards: Miglior attore protagonista per Yokai Ningen Bem |
| 2013 | - 15º Udine Far East Film Festival, Italy - Premio del pubblico per il film Ore, Ore trasmesso in anteprima mondiale |
| 2016 | - 19º Nikkan Sports Drama Grand Prix (Inverno): Miglior attore protagonista per Kaito Yamaneko |
| 2017 | - 21º Nikkan Sports Drama Grand Prix (Primavera): Miglior attore protagonista per Boku, Unmei no hito desu |